# 卜理牙敦
卜理牙敦（？—1352年），元朝北庭人。
卜理牙敦官至山南廉访使，治所在中兴路。中兴路是江汉藩屏，卜理牙治理所部，恩威并至。至正十二年（1352年），红巾军攻打中兴，卜理牙敦率兵抵抗，射敌多死，敌人稍退。第二天，再拥众来攻打东门，卜理牙敦全力与敌作战，被擒获，不屈而死。第二天，红巾军攻克中兴，中兴判官上都遇害。